# Brachyopa primorica
Brachyopa primorica är en tvåvingeart som beskrevs av Mutin 1998. Brachyopa primorica ingår i släktet savblomflugor, och familjen blomflugor. Inga underarter finns listade i Catalogue of Life.